# Giraut de Bornelh
Giraut de Bornelh, tudi Giraut de Borneil, trubadur, * okrog 1140, † okrog 1200.
Ohranjenih je približno 90 njegovih pesmi in 4 melodije.